# Oligositoides terebratus
Oligositoides terebratus är en stekelart som beskrevs av Yousuf och Shafee 1985. Oligositoides terebratus ingår i släktet Oligositoides och familjen hårstrimsteklar. Inga underarter finns listade i Catalogue of Life.